# Винахідлива Ґретель
«Винахідлива Ґретель'» (нім. Das kluge Gretel) — німецька казка записана братами Грімм, Казки братів Грімм 195. За типом Аарне-Томпсона 1741 — дружини та покоївки хитрощів і вперше були опубліковані у другому виданні Казки братів Грімм у 1819 році.

## Історія

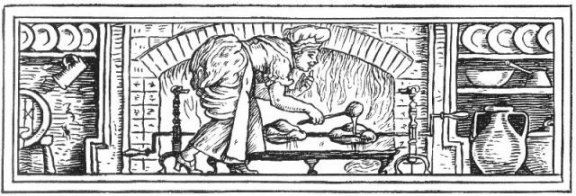
Ґретель готує курчат — ілюстрація на кордоні Волтера Крейна 1890 р.

Одного разу жила кухарка, на ім'я Ґретель, яка носила туфлі на червоних підборах і червоних трояндочках. Коли вона виходила в них, то захоплено оберталася то в одну, то в іншу сторону, виглядаючи чудово й кажучи: «Ви справді гарна дівчина, Ґретель!» І це зробило її щасливою, тож коли вона поверталася до дому свого хазяїна, вона випивала ковток вина, від якого вона зголодніла, тож пробувала все, що приготувала на вечерю, доки не зникав голод, а потім казала собі: «Кухар має знати смак їжі».
Одного разу її господар сказав їй: «Ґретель, сьогодні ввечері прийде гість на вечерю. Приготуйте двох курей, як можете».
— Так, сер, — сказала Ґретель. І взявши двох курей, вона зарізала їх, і ошпарила шкіру, і обскубала їх, а потім засмажила їх, як могла. Кури добре поварилися, а господарський гість не прийшов.
Ґретель покликала свого хазяїна: «Сер, курчата готові і ідеальні, але якщо їх незабаром не з'їсти, вони зіпсуються».
Її хазяїн сказав: «Ти маєш рацію. Вони не повинні псуватись. Я швидко піду й сам заберу свого гостя». І з цими словами він кинувся з дому.

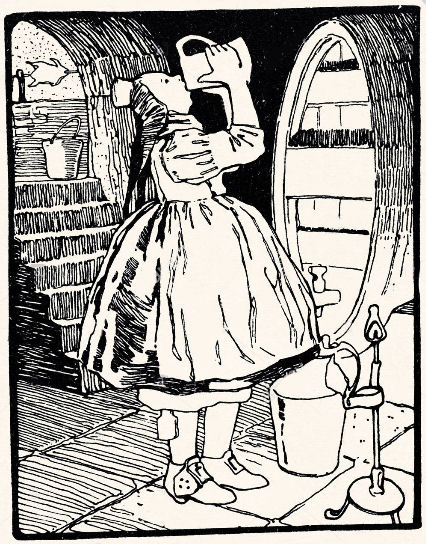
Розумна Ґретель робить великий ковток — ілюстрація Волтера Крейна (1890)

Щойно він пішов, Ґретель відклала курей убік і сказала собі: «Вся ця робота над духовкою викликала у мене жар і спрагу. Хто знає, як довго це триватиме? Поки я чекаю, я просто спущусь у льох і вип'ю трохи вина». Тож вона пішла до підвалу, де піднесла глечик із вином до губ і зробила великий ковток, сказавши собі: «Благослови тебе Бог, Ґретель».
Тоді вона сказала собі: «Справді, вино не треба розлучати», і зробила ще один здоровий ковток. Потім повернувшись нагору, вона знову поставила курчат у піч і намастила їх маслом. Аромат смажених курчат був дуже смачний, і Ґретель сказала собі: «Вони добре пахнуть, але, можливо, їх не приготували належним чином. Мені краще їх скуштувати». І одного вщипнула пальцями, які облизала. «Ой, — сказала вона собі, — ця курка ідеальна. Я краще перевірю іншу». І вона знову зробила те саме. Гретель сказала собі: «Ці курчата тепер ідеальні, але якщо їх незабаром не з'їсти, вони зіпсуються», і побігла до вікна шукати свого господаря та його гостя, але їх ніде не було видно.

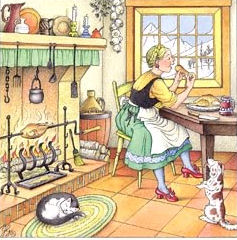
Ґретель їсть курчат

Повернувшись до курей, вона сказала: «Це крило горить, тому я краще його з'їм», і вона відрізала його та з'їла, і воно було дуже смачним. Тоді вона сказала: «Я краще з'їм друге крило, інакше мій господар помітить, що щось не так». І вона зробила саме це, і воно було таке ж смачне, як інше крильце.
Тоді Ґретель побігла до вікна шукати свого господаря та його гостя, але їх ніде не було видно. Тоді вона сказала собі: «Можливо, вони не прийдуть? Можливо, вони знайшли десь ще поїсти? Що ж, я вже почала це, тож я могла б закінчити, бо це неправильно відмовлятися від Божого дару». Сказавши це, вона доїла курку й запила її ще вином. Потім Ґретель звернула увагу на іншу курку і сказала собі: «Не варто їх розлучати. Куди пішла одна, інша повинна піти за нею». А другу курку з'їла, запиваючи, як і раніше, вином.
Коли вона закінчувала їсти, вона почула голос свого господаря: «Поспішай, Ґретель, мій гість прямо за мною!»

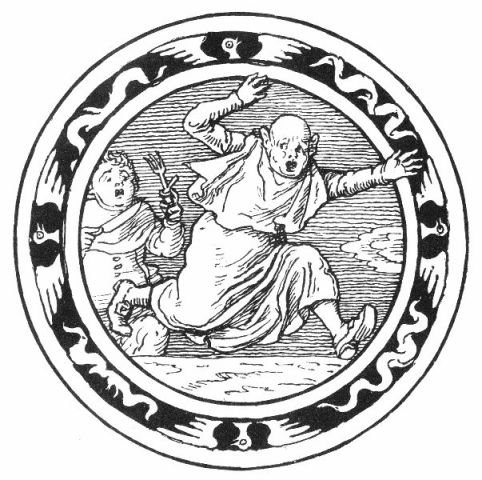
«Тільки один! Тільки один! Дайте мені тільки один!» — ілюстрація Волтера Крейна (1890)

Витираючи рот, Ґретель сказала: «Так, сер. Курчата готові». Її господар пішов на кухню, де взяв великий різьбовий ніж і відніс його в коридор, де почав гострити його, готовий різати курчат. Гість прийшов і постукав у двері, які Ґретель швидко відчинила. Приклавши палець до рота, вона прошепотіла гостеві свого хазяїна: «Шшш! Шшш! Тобі треба негайно втекти звідси, бо мій господар обманом заставив тебе прийти з цією розмовою про обід. Справді, він хоче відрізати тобі вуха. Бачиш, він гострить ніж, щоб приготувати обід». Гість глянув повз неї в коридор, де побачив, що її господар точить ножа, повернувся й побіг вулицею так швидко, як могли його нести ноги.
Тоді Ґретель побігла до свого хазяїна й скрикнула: «Яких друзів ти запрошуєш у гості? Він схопив обох курчат з таці, коли я збиралася їх подати, і втік із ними!»
— Ну, — сказав її господар. «Це добре, бо я дуже голодний. Він міг залишити мені один!» З цими словами він вибіг на вулицю за своїм гостем, розмахуючи ножем і кричачи: «Тільки один! Тільки один! Дайте мені хоч один!» Але гість подумав, що хоче відрізати йому одне вухо, і побіг, наче земля під ногами в нього горіла.

## Аналіз
«Розумна Ґретель» — це казка, в якій жадібна, але хитра слуга перехитрує свого господаря. Вона була вперше опублікована у другому виданні «Казок Грімм» у 1819 році, зазнавши лише незначних стилістичних змін у пізніших виданнях, включаючи остаточне видання (Берлін, 1857), зазначене під номером 77. Гретель у цій історії не слід плутати з персонажем у Гензелі та Гретель.
Грімми взяли казку з книги Андреаса Штробля «Ovum paschale oder neugefärbte Oster-Ayr» (Зальцбург, 1700, стор. 23–26] та з інших друкованих та усних джерел. «Розумна Ґретель» — одна із двох казок у збірці Ґріммів, які названі на честь розумної головної героїні, інша — «Розумна інша». Обидві історії комічні, але тільки в цій казці жінка виходить на перше місце. Історія грає на страхах роботодавців прислуги щодо того, до чого приходять ці покоївки та кухарі, коли до них повертаються спиною. В інших історіях типу розумної жінки чоловік є чоловіком жінки або священником, тоді як у казках, подібних до «Розумної Ґретель», ризикують відрізати не вуха гостя, а його яєчка!
Розповідь починається зі знайомства Ґретель з особливими відмінностями від інших слуг того часу, бо Ґретель захоплюється своїм зовнішнім виглядом і щасливо крутиться у своїх червоних черевиках на вулиці, перш ніж піти додому випити вина свого господаря. Ця історія не має моралі чи уроку для глядачів, оскільки Ґретель не спіймано, і тому вона не понесе жодних наслідків за свою брехню та крадіжку, а також, можливо, за свій алкоголізм. В оригінальній версії Штробля Ґретель спіймано, і вона веде жалюгідне існування після того, як господар виганяє її. Грімми переписали казку, залишивши поза увагою моралізаторський висновок.
Нам пропонується помилуватися кмітливістю Ґретель, яка перехитрила свого господаря; або ми можемо жаліти його, поки його кухар краде у нього і втрачає друга, безсумнівно, завдаючи шкоди його репутації в той же час.